# Pandemia
Pandemia (gr. pan „wszyscy”, demos „lud”) – nazwa epidemii o szczególnie dużych rozmiarach, na dużym obszarze, obejmującej kraje, a nawet kontynenty.

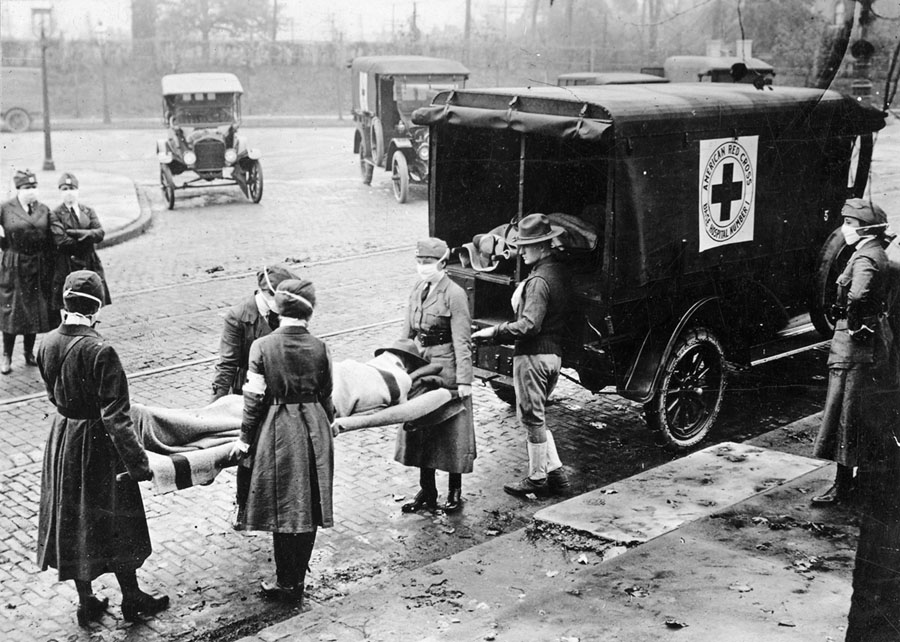
Członkowie amerykańskiego Czerwonego Krzyża przenoszą ciało zmarłego na grypę (grypa „hiszpanka”), która charakteryzowała się bardzo dużą śmiertelnością

## Cechy choroby sprzyjające rozwojowi pandemii
- niska śmiertelność zakażonych osób
- wysoka zaraźliwość (Ro>>1)
- długi okres zaraźliwości, w tym zaraźliwość w okresie bezobjawowego przebiegu choroby
- brak naturalnej odporności populacji (biologiczny czynnik chorobotwórczy lub jego szczep niewystępujący od dawna lub nigdy przedtem)
- choroba nie niszczy swoich nosicieli. Niegroźne objawy sprzyjają zlekceważeniu choroby.

## Przykłady
- Czeska para podczas pandemii COVID-19, w dopasowanych do tradycyjnego stroju maskach ochronnychgrypa:

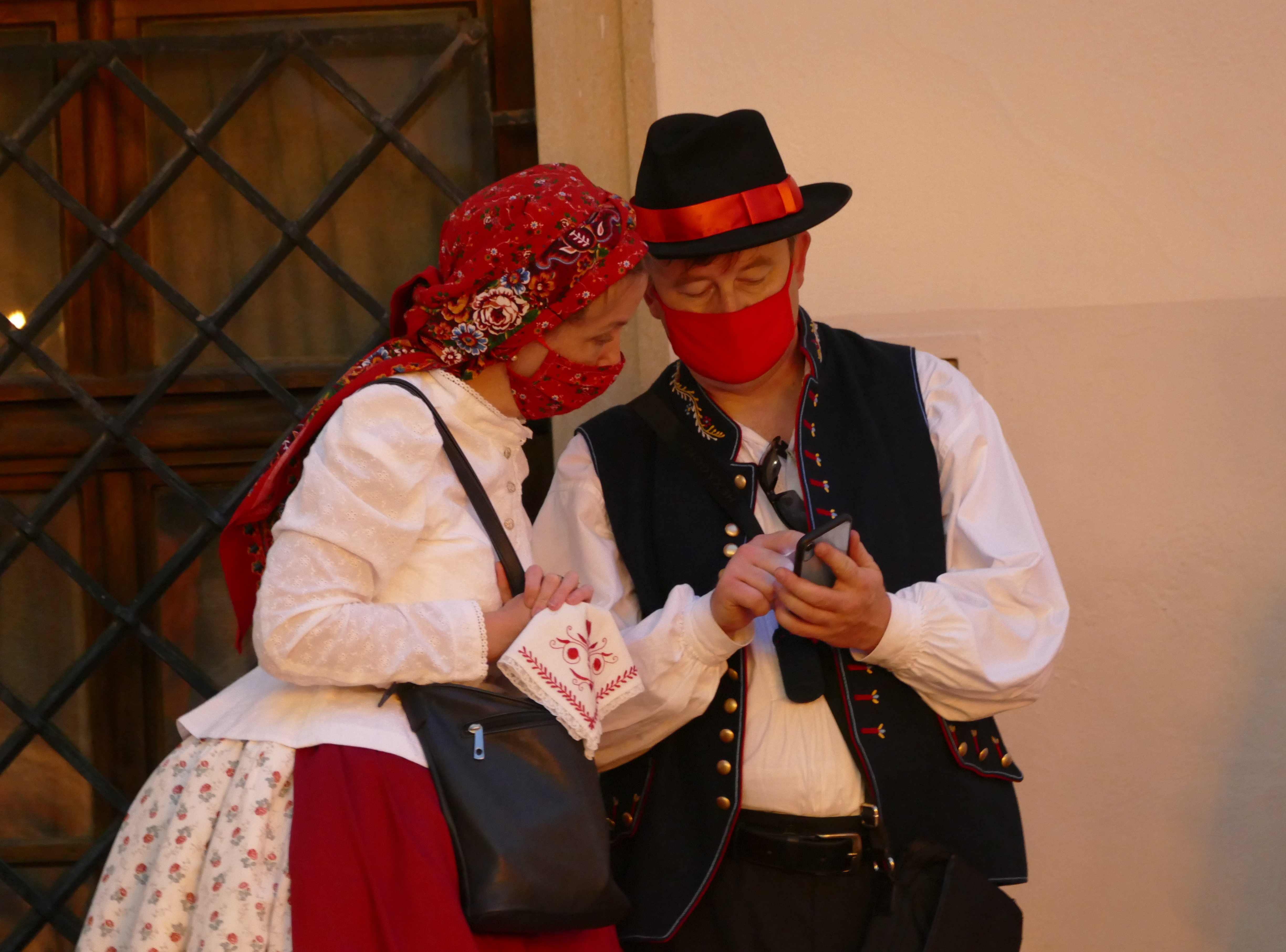
Czeska para podczas pandemii COVID-19, w dopasowanych do tradycyjnego stroju maskach ochronnych

  - grypa hiszpanka (1918–1919) – ponad 50 mln zgonów na całym świecie
  - grypa azjatycka (1957) – ok. 1 mln zgonów na całym świecie
  - grypa Hong-Kong (1968) – ok. 1 mln zgonów na całym świecie
  - pandemia grypy A/H1N1 (2009–2010) – 150–580 tys. zgonów[2]
- AIDS – masowe zachorowania; zwłaszcza na kontynencie afrykańskim
- wirus SARS-CoV-2 – pandemia COVID-19 (epidemia od listopada 2019, jako pandemia od marca 2020) – na całym świecie ponad 257 mln zakażeń  i ponad 5 mln zgonów na chorobę COVID-19 do 21 listopada 2021[3]

## Pandemie a globalizacja
Według niektórych opinii przyczyną pandemii może być globalizacja, która znacznie ułatwia rozprzestrzenianie się chorób. Rządy państw starają się przeciwstawiać rozprzestrzenianiu się pandemii, ale są to z reguły działania doraźne, często niewystarczające. Wiąże się to np. z nakładami finansowymi, jak i z niemożliwością zahamowania migracji ludności. Jednocześnie globalizacja oznacza poprawę warunków bytowych ludzi i zmniejszenie ryzyka wystąpienia pandemii, w związku z podnoszeniem się jakości i dostępności opieki medycznej.